# Jindřich Šebánek
Jindřich Šebánek (12. října 1900 Písek – 14. ledna 1977 Brno) byl český historik a archivář.

## Život
Dne 1. listopadu 1923 nastoupil jako archivář do Moravského zemského archivu v Brně. O dva roky později 16. ledna 1926 se v kostele Nanebevzetí Panny Marie v Brně oženil s Annou Tamchynovou. Z manželství se narodil syn Jiří (16. prosince 1926 - 6. června 2013) a dcera Hana (* 6. dubna 1944). Od roku 1934 působil na Masarykově univerzitě jako docent. V zemském archivu působil až do září 1937. Dne 30. září 1937 byl jmenován mimořádným profesorem pomocných věd historických na Masarykově univerzitě v Brně. Řádným profesorem byl jmenován v roce 1946.
V letech 1948–1949 byl děkanem FF MU. Zde se mu podařilo vytvořit významné centrum PVH zabývající se studiem středověkého diplomatického materiálu. Navázal na ediční činnost Gustava Friedricha a pokračoval (ve spolupráci se Sášou Duškovou) ve vydávání českého diplomatáře. Zemřel na následky cévní mozkové příhody 14. ledna 1977 v Brně.